# Indiai üstököspálma
Az indiai üstököspálma vagy indiai ernyőpálma (Corypha umbraculifera) az egyszikűek (Liliopsida) osztályába sorolt pálmavirágúak (Arecales) rendjében a pálmafélék (Arecaceae) családjának egyik faja.

## Származása, elterjedése

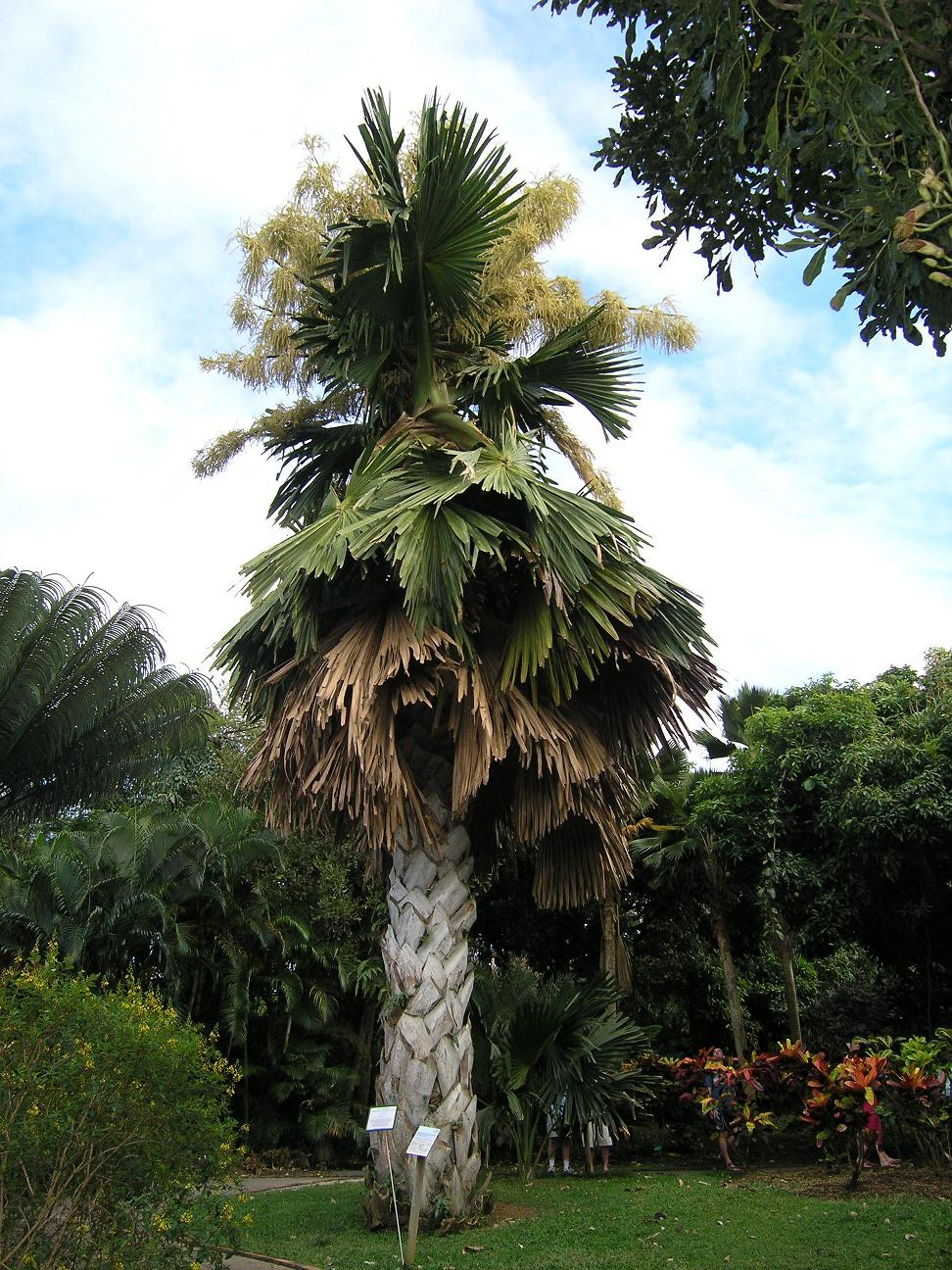

Dél-Ázsiából származik. Őshazája ennél pontosabban nem állapítható meg, mert nagyon régóta ültetik. Különösen Dél-Indiában, Srí Lankán és Indonéziában terjedt el, de más trópusi vidékeken is.

## Megjelenése, felépítése
Legfeljebb 25 méter magasra nő, ekkor felálló, masszív törzsén gyűrű alakú levélripacsok láthatók. Törzset csak sok év alatt alakul ki. 
Egy-egy legyezőszerű, kerekded levelének átmérője 3-5 méter. A levél körülbelül a közepéig tenyeresen hasadt; a legyezősugarak V alakban redőzöttek, csúcsuk tovább hasadt. A levélnyél nagyon erőteljes, hossza elérheti az 5 métert. A fiatal növények levelei felállók, a virágzó egyedekéi csüngők. 
Kicsi, fehér vagy sárgás virágainak milliói egyetlen hatalmas, 6-8 méter magas, dúsan elágazó virágzatban fejlődnek a növény csúcsán. Virágzata a legnagyobb a növényvilágban. Virágainak számát 10 millió körül becslik.
A termések csaknem gömbölyűek, átmérőjük 2-4 centiméter.

## Életmódja, termőhelye
Életében csak egyszer, körülbelül 50-80 éves korában virágzik. Ilyenkor a levélkoszorú közepén található csúcsrügyből növeszti terjedelmes virágzatát. Bár nem mindegyik virága termékenyül meg, a virágzás után körülbelül egy évvel beérő termések tömege elérheti a 2 tonnát. Ezzel a növény utolsó tartalékait is felhasználja, és a termések beérése után elpusztul.

## A kultúrában
A hinduk úgy tartják, hogy a növény egy életen át készül erre a nem mindennapi teljesítményre, és életét áldozza érte. A fát ezért nagyon tisztelik — különösen Sri Lankán. Virágzása ünnepi alkalom.

## Felhasználhatósága
Óriási leveleit korábban ernyőként, de tetőfedésre, szövésre és írószerként is használták.
Dísznövényként többnyire magányosan, parkokba ültetik. 

## Képek

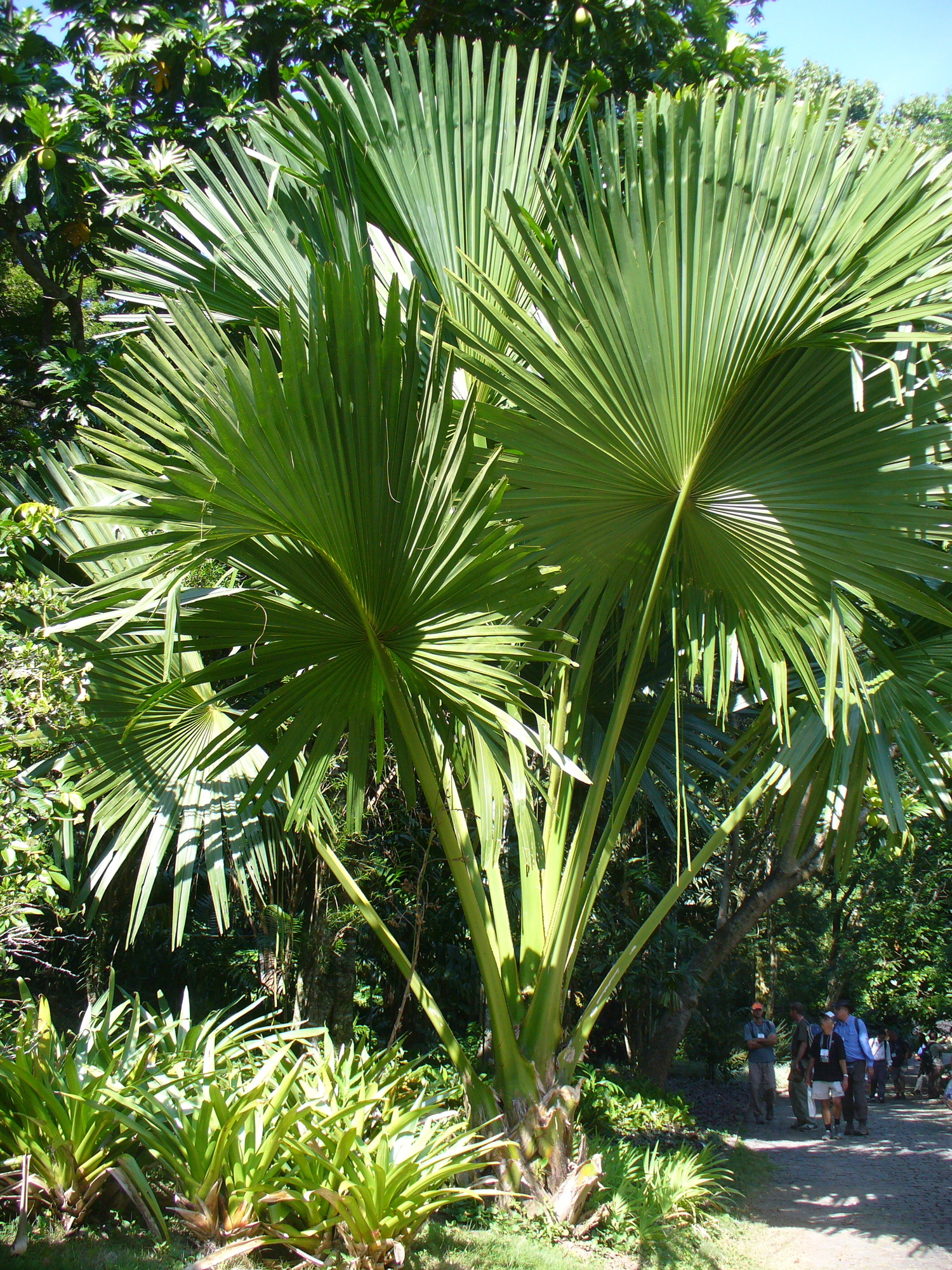
A növény
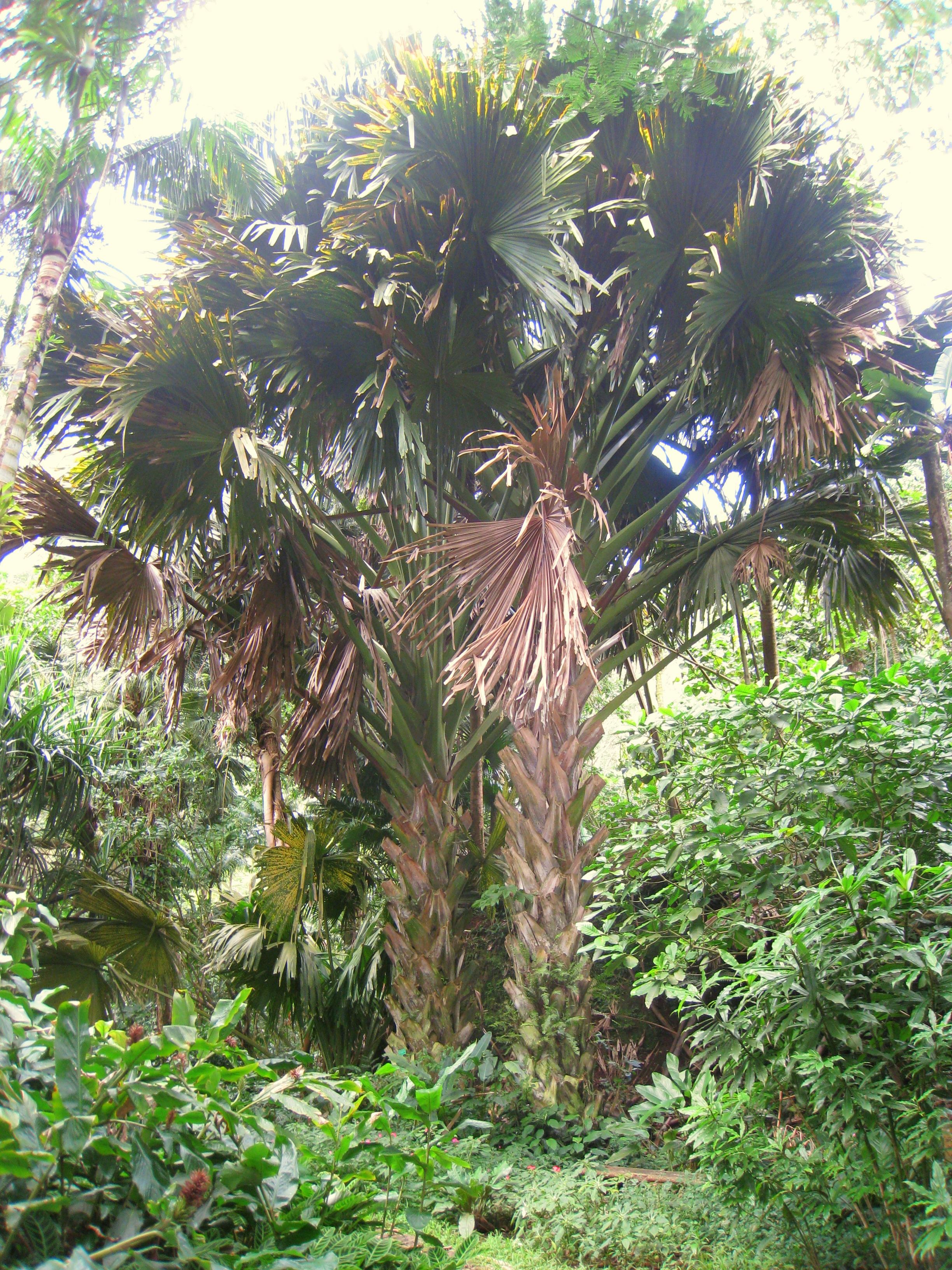
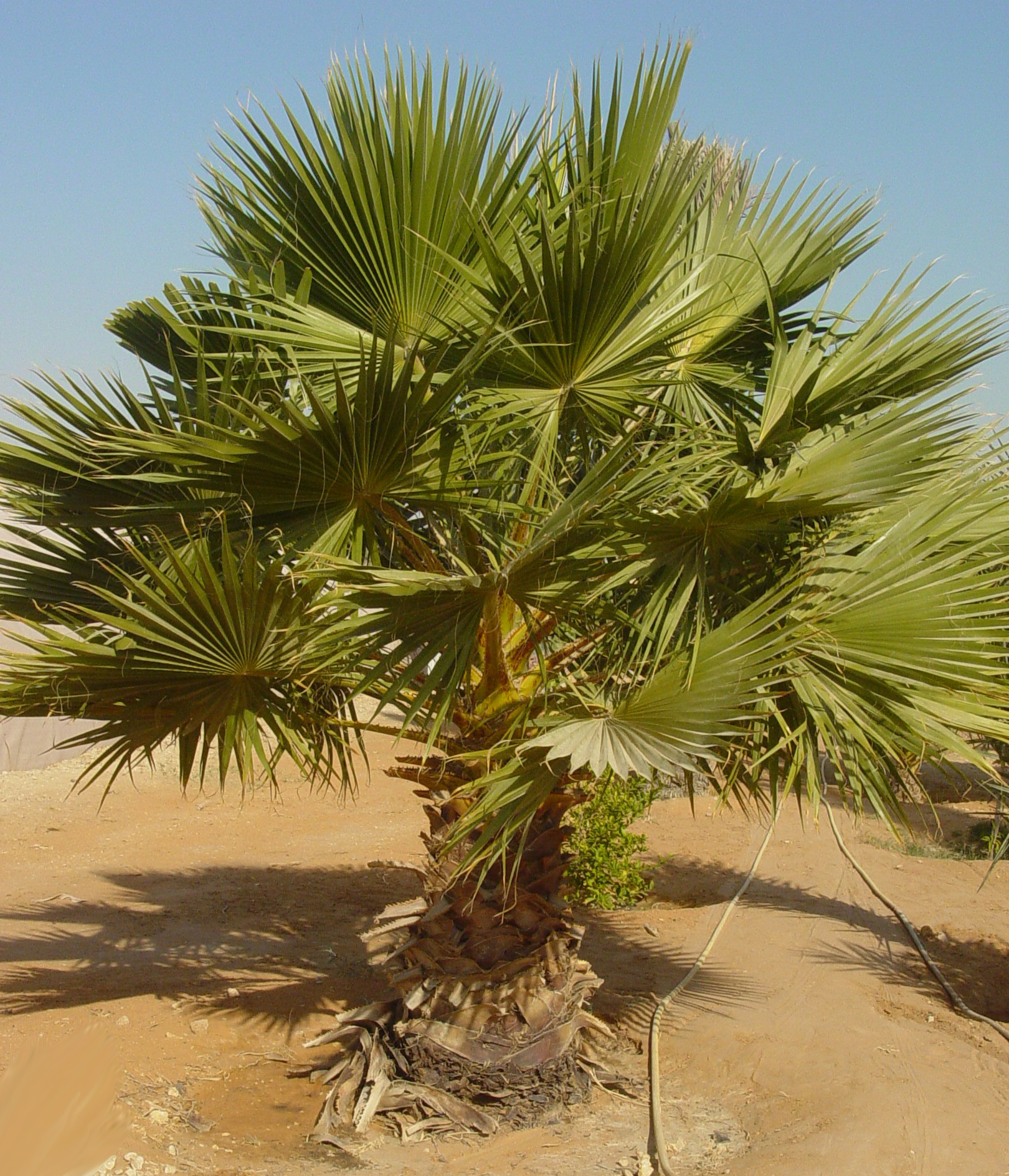
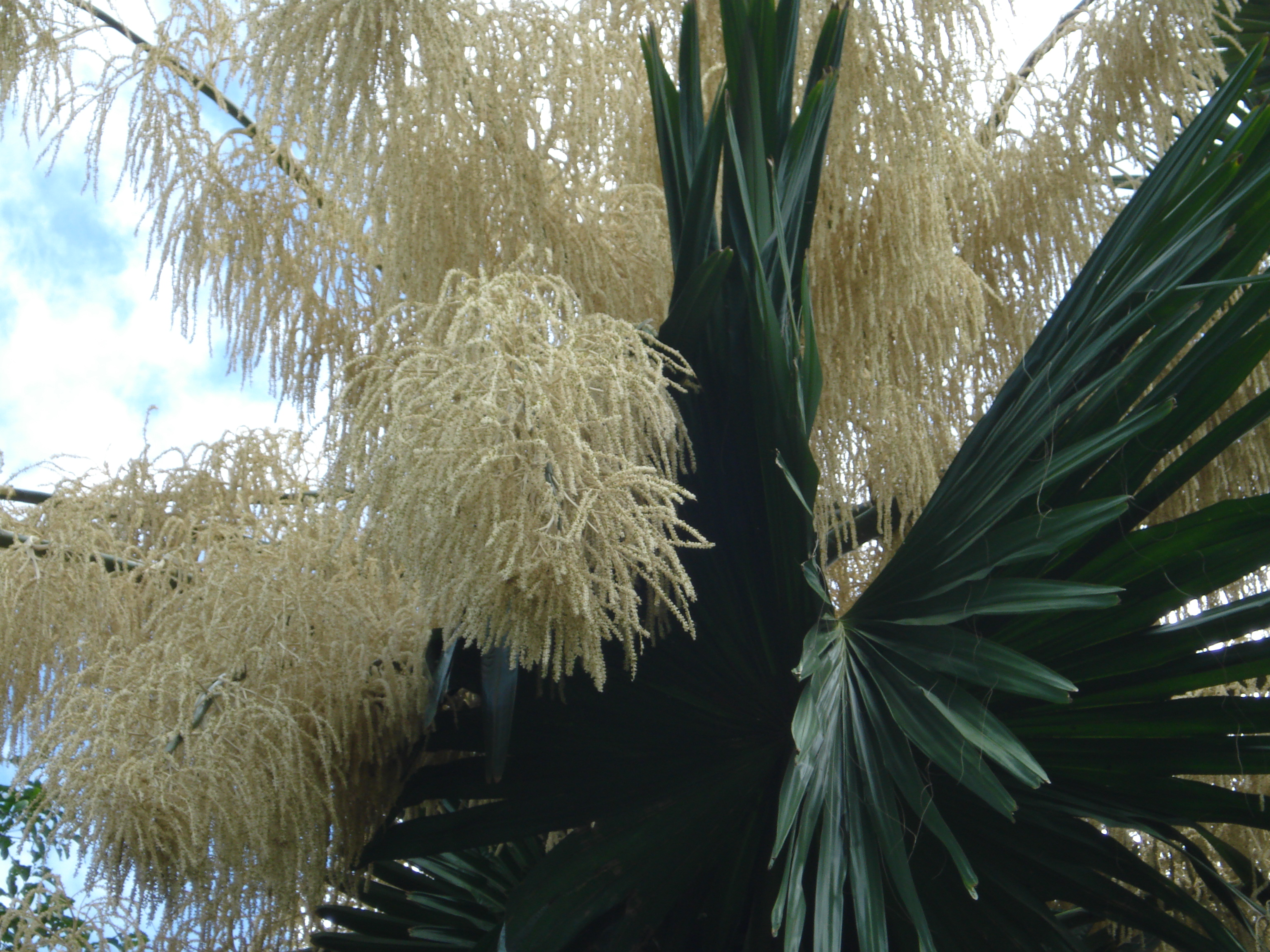
Virágzatai,
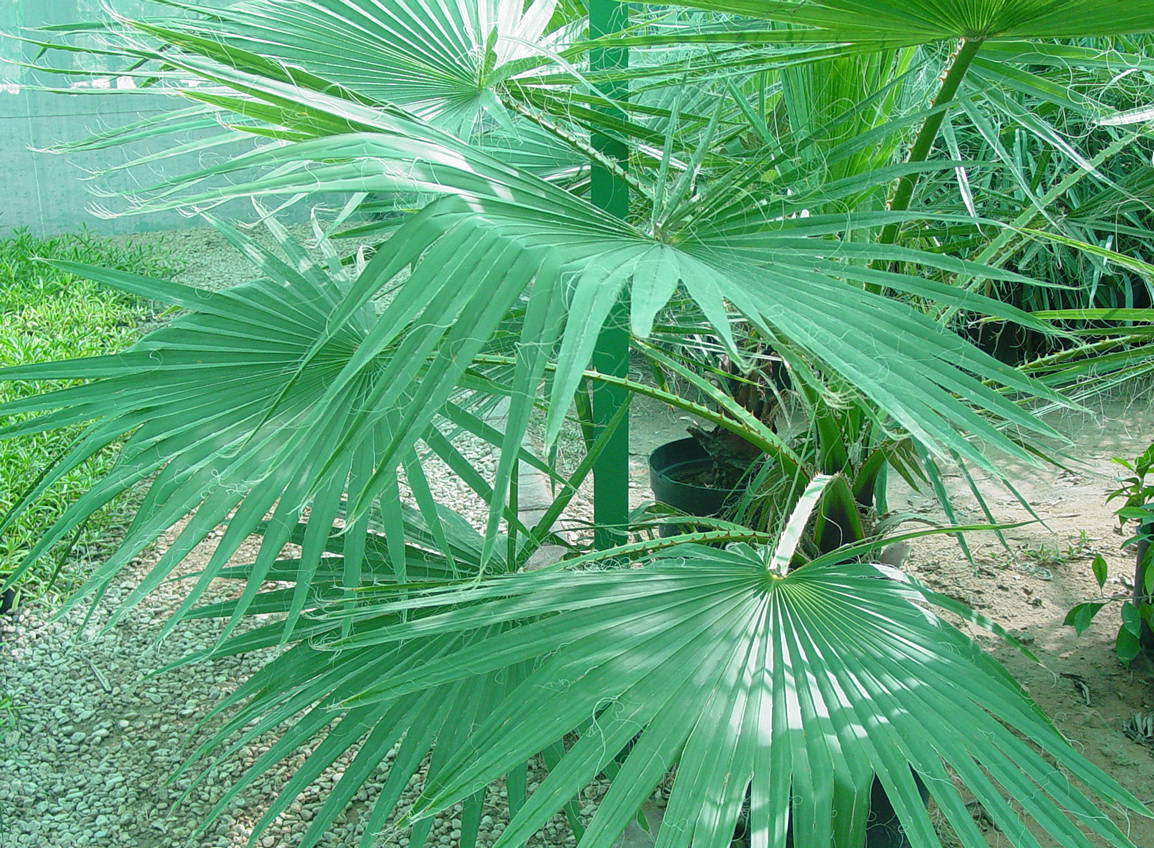
levelei
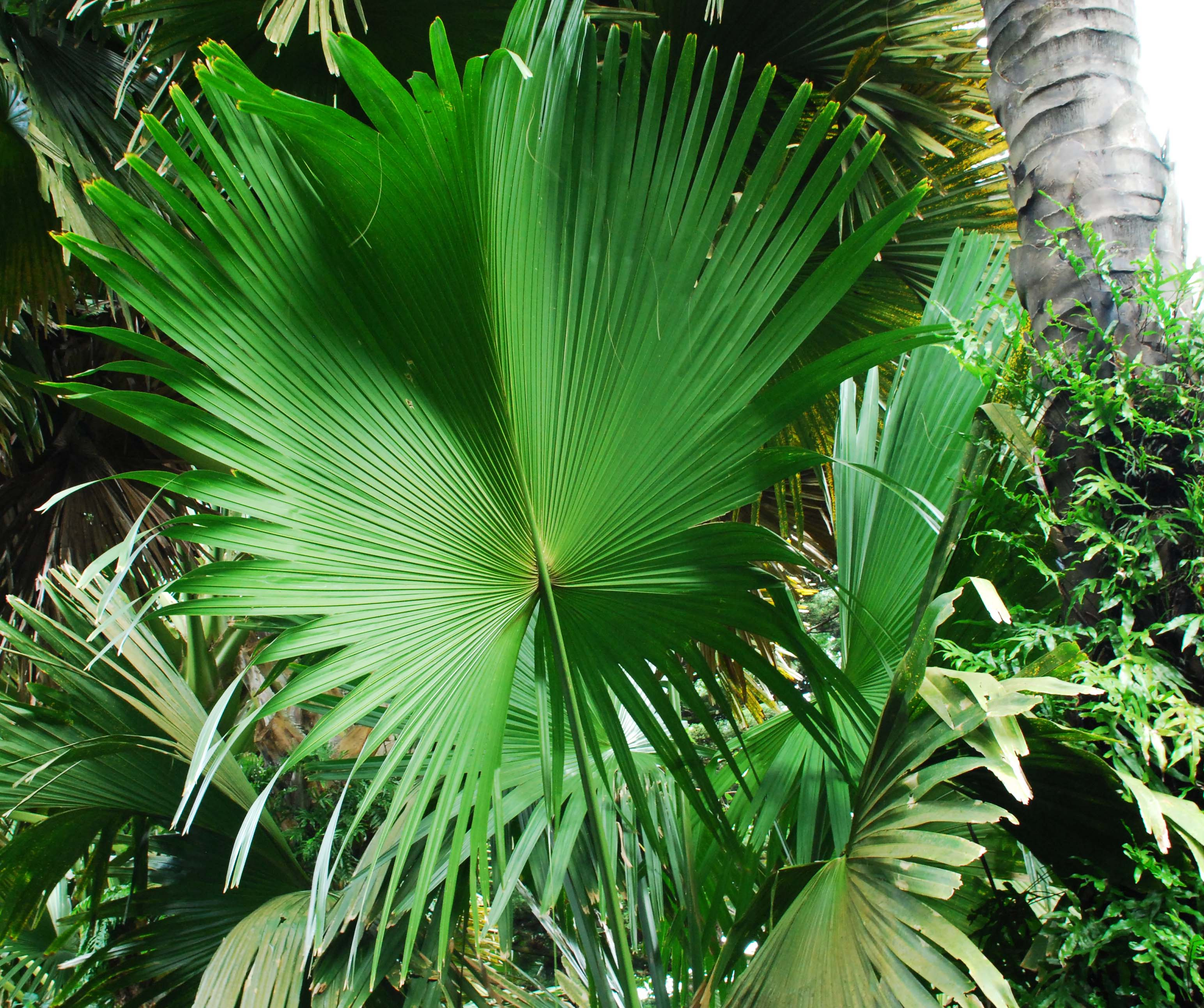
és
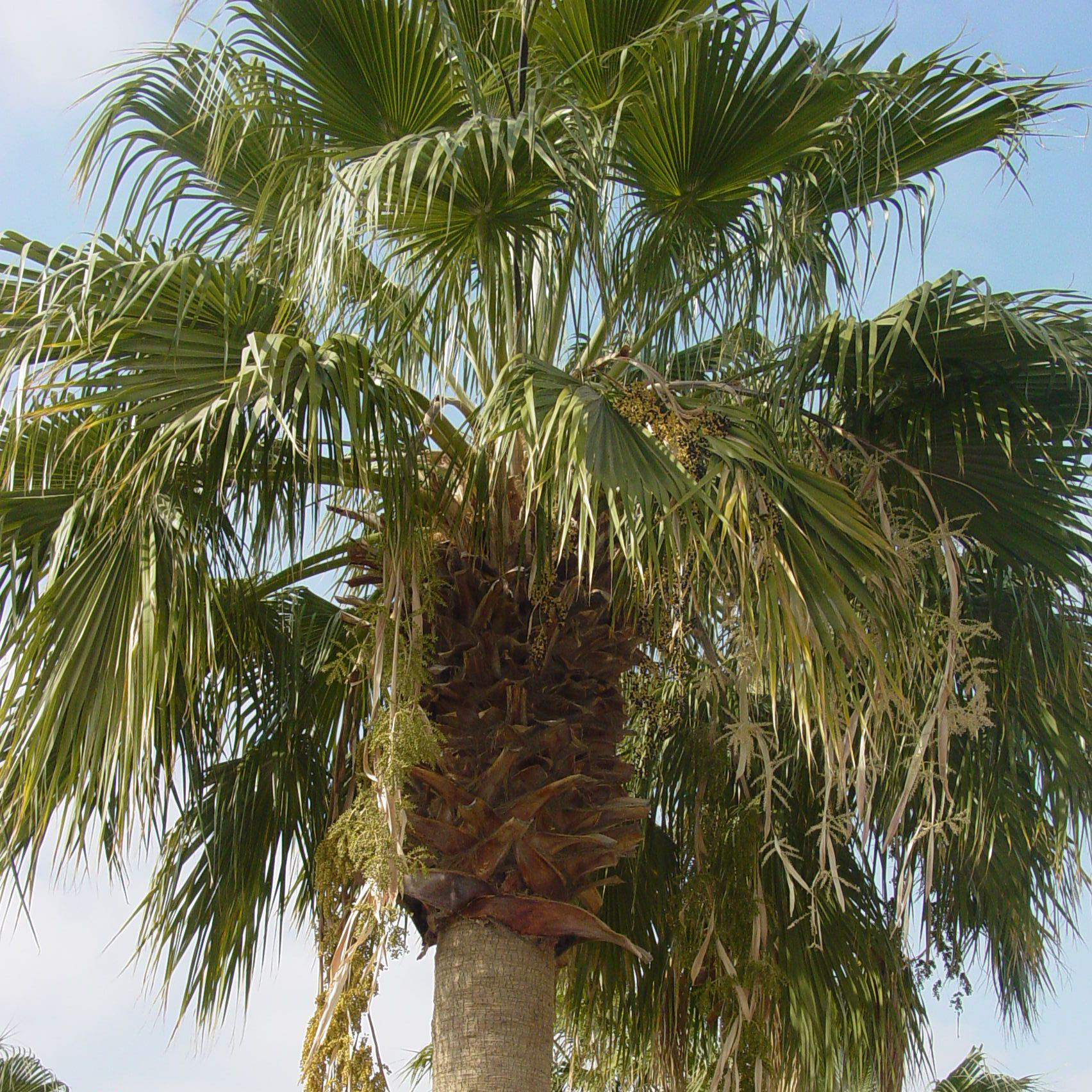
koronája
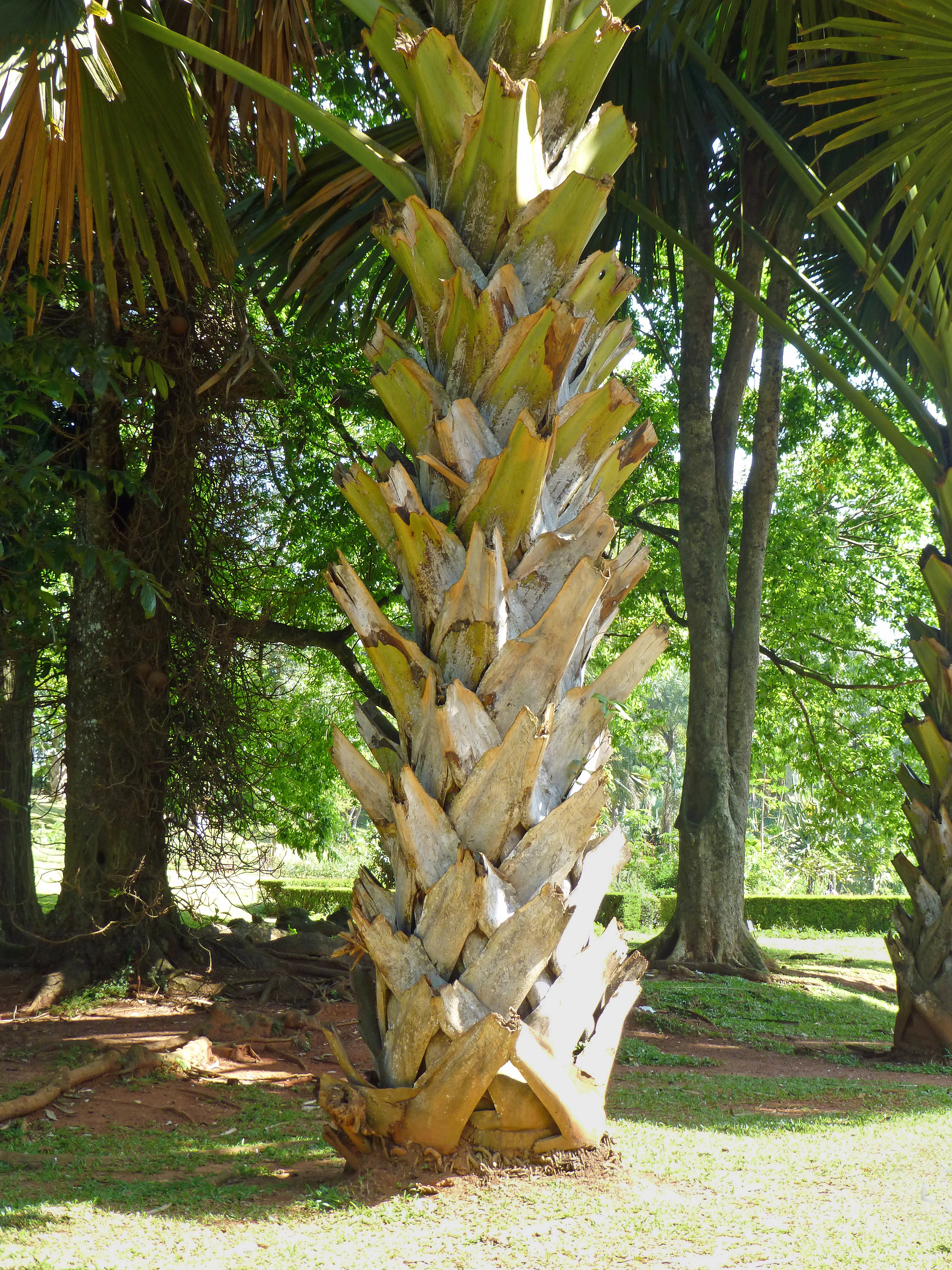
A törzse